# Phare de Westermarkelsdorf
Le phare de Westermarkelsdorf (en allemand : Leuchtturm Westermarkelsdorf) est un phare actif situé au nord-ouest de l'île de Fehmarn, dans l'arrondissement du Holstein-de-l'Est (Schleswig-Holstein), en Allemagne.
Il est géré par la WSV de Lübeck .

## Histoire
Le phare de Westermarkelsdorf , construit en 1881, est situé à la pointe nord-ouest de l'île pour marquer le passage du Fehmarn Belt. La tour avait été relevée à 18 m en 1902. Le phare est aussi une station météorologique de la Deutscher Wetterdienst.

## Description
Le phare , est une tour octogonale en brique de 18 m de haut, avec une galerie et une lanterne circulaire, attenante à une maison de gardiens de deux étages. La tour est non peinte et la lanterne est rouge. Il émet, à une hauteur focale de 16 m, un long éclat blanc et rouge de 2,5 secondes, selon secteurs, par période de 10 secondes. Sa portée est de 18 milles nautiques (environ 33 km) pour le feu blanc et 14 milles nautiques (environ 26 km) pour le rouge.
Il possède aussi un feu fixe blanc, ajouté en 1977, à une hauteur focale de 6 m au-dessus du niveau de la mer. Sa portée est de 25 milles nautiques (environ 46 km) et guide les navires venant du sud-est vers le pont.
Identifiant : ARLHS : FED-261 - Amirauté : C1280 - NGA : 3164.

## Caractéristiques dufeu maritime
Fréquence : 10 secondes (WR)
- Lumière : 2,5 secondes
- Obscurité : 7,5 secondes

|             |
| Île Fehmarn |

|          |
| Le phare |

|             |
| La lanterne |

### Lien connexe
- Liste des phares en Allemagne